# روسستر
روسستر (به انگلیسی: Rocester) یک روستا و محله مدنی در بریتانیا است که در استافوردشر شرقی واقع شده‌است. روسستر ۱٬۷۰۰ نفر جمعیت دارد.